# Dolní Lhota (kraj morawsko-śląski)
Dolní Lhota – wieś gminna i gmina w powiecie Ostrawa-miasto, w kraju morawsko-śląskim, w Czechach. Liczba mieszkańców wynosi 1388, a powierzchnia 5,36 km². 
Miejscowość położona jest na Śląsku Opawskim, na północy sąsiaduje z Velką Polomą, na wschodzie z Ostrawą i Vřesiną na południu z Čavisovem, a na zachodzie z Horní Lhotą.
Do 31 grudnia 2006 roku miejscowość wchodziła w skład powiatu Opawa, 1 stycznia 2007 została objęta rozszerzonym powiatem Ostrawa-miasto.
Pierwsza wzmianka pochodzi z 1486. Od 1514 roku występuje również nazwa Klein Ellgoth lub Malá Lhota. W 1869 wieś liczyła 415 mieszkańców, w 1921 586, a w 1970 963.

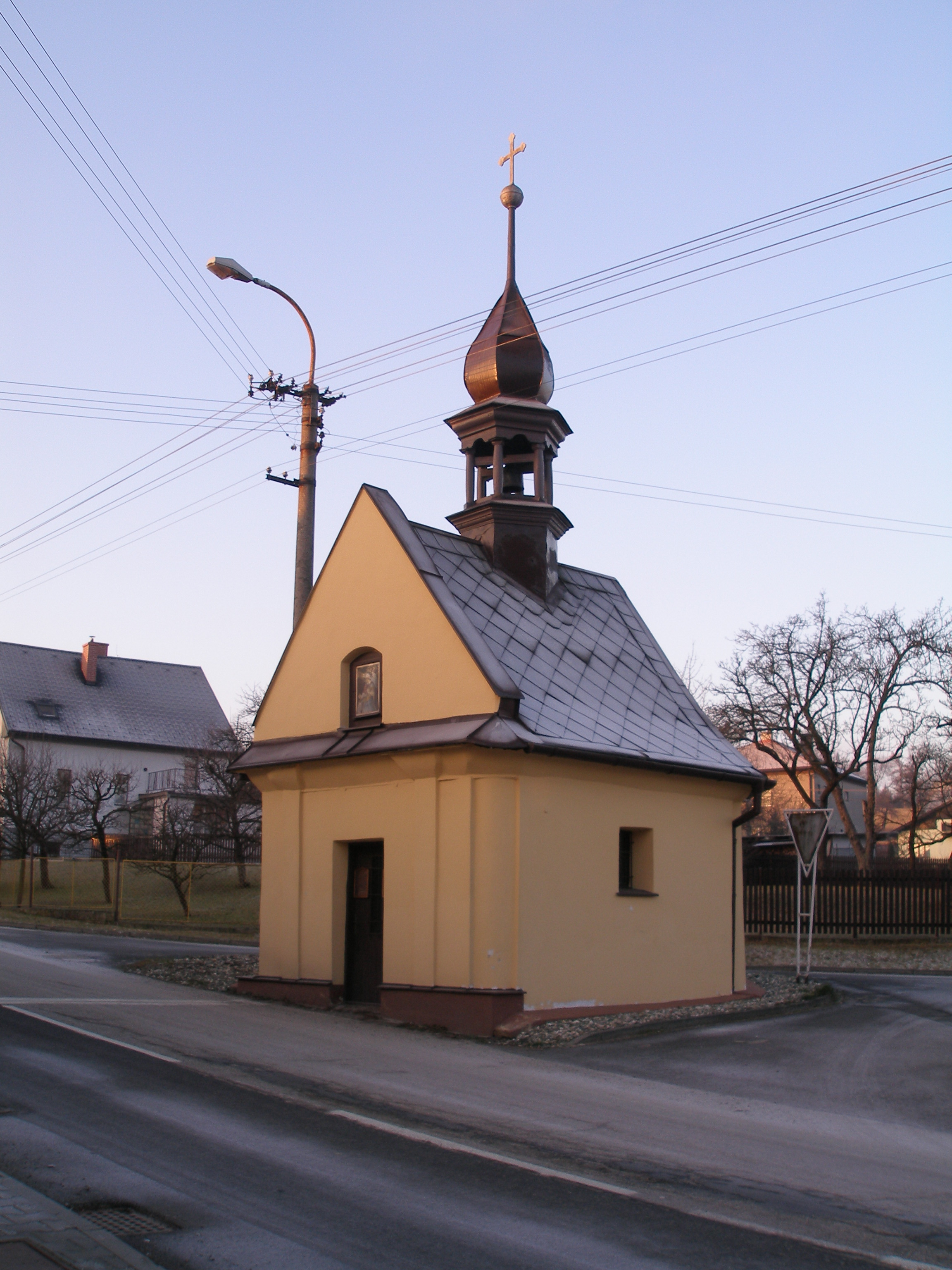
Stara kapliczka w centrum
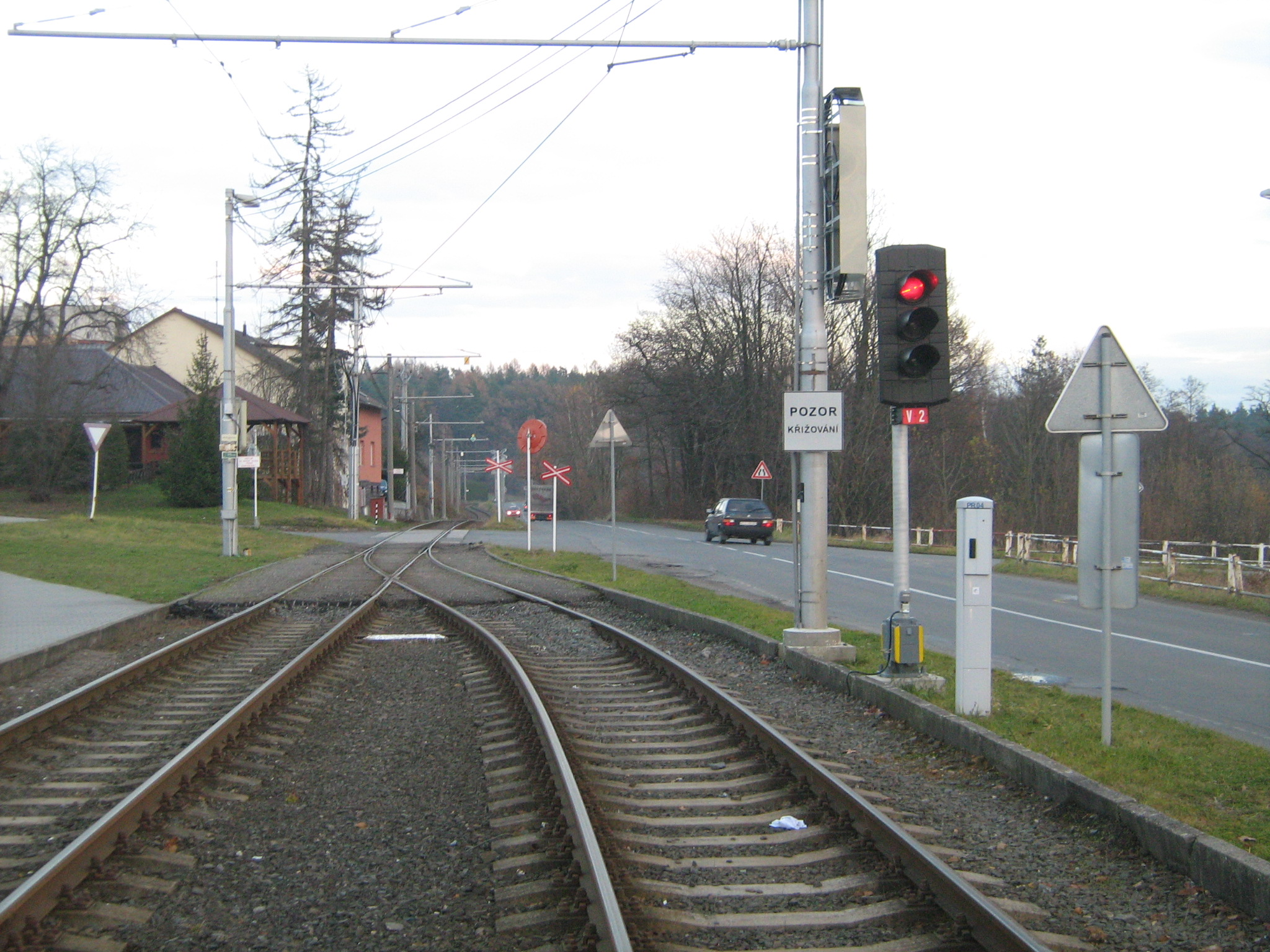
Linia tramwajowa
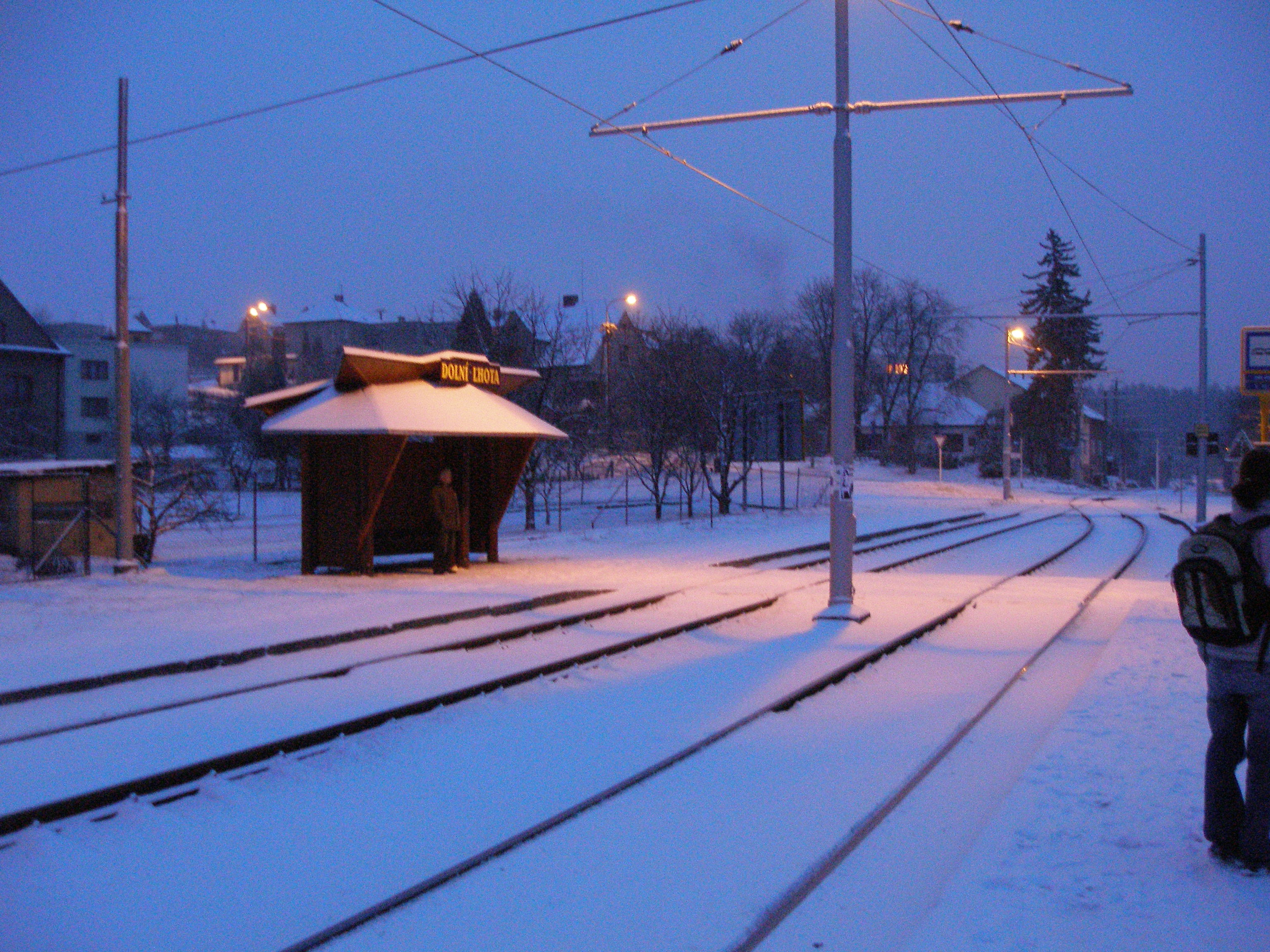
Przystanek tramwajowy